# Monestir dels Jerònims
El Mosteiro dos Jerónimos és un monestir manuelí, testimoni de la riquesa del descobriment portuguès. Es troba al barri de Belém, Lisboa, a l'entrada del riu Tejo. És el punt més àlgid de l'estil manuelí i el conjunt monàstic més notable del segle xvi a Portugal i una de les principals esglésies saló d'Europa.
En destaca el seu claustre, completat el 1544, i la porta sud d'un complex disseny geomètric, davant del riu Tejo. Els elements decoratius són plens de símbols de l'art de la navegació i les escultures de plantes i animals exòtics. El monument és considerat Patrimoni de la Humanitat per la UNESCO i 7 de juliol del 2007, va ser escollit com una de les set meravelles de Portugal.

## Història

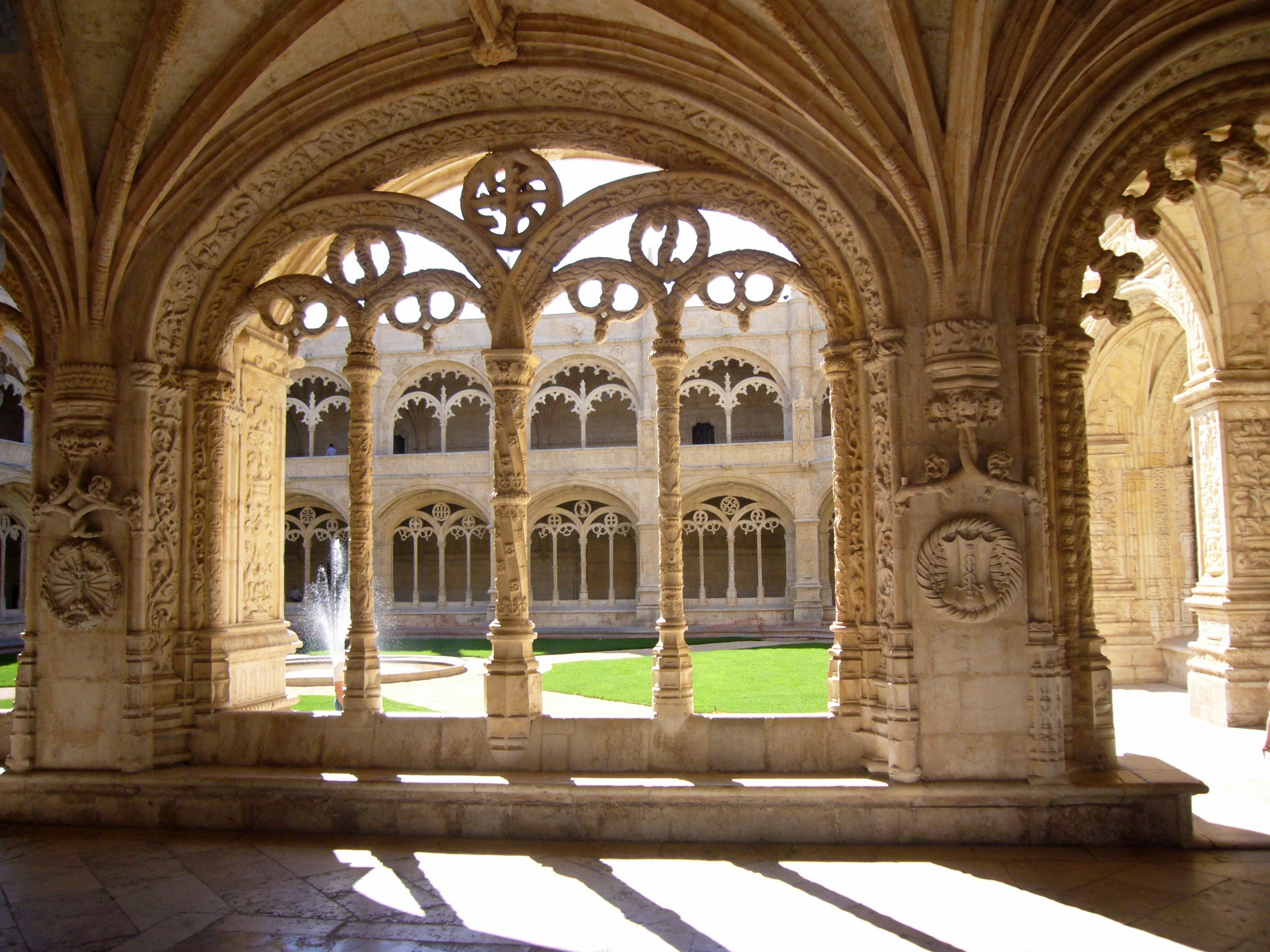
Claustre del monestir de Santa Maria de Belém

Encarregat pel rei Manuel I de Portugal, poc després que Vasco da Gama hagués tornat del viatge a l'Índia, fou finançat en gran part pels beneficis del comerç d'espècies. Escollí la ubicació al costat del riu a Santa Maria de Belém el 1502 i començà a treballar amb diversos arquitectes i constructors, entre ells Diogo de Boitaca (el pla original i l'aplicació) i João de Castilho (cúpules de la nau i el transsepte - amb una xarxa de venes en forma d'estrella - pilars, porta sud, sagristia i façana), que substitueix la primera el 1516/17. En el regnat de Don Joan III s'hi va afegir el cor.
El seu nom ve del fet que fou lliurat a l'orde de Sant Jeroni, que s'hi va establir fins al 1834. Sobrevisqué al terratrèmol del 1755, però va ser malmès per les tropes franceses enviades per Napoleó Bonaparte a principis del segle xix.
Inclou, entre d'altres, les tombes dels reis Manuel I de Portugal i la seva esposa, Maria d'Aragó i de Castella, Joan III de Portugal i la seva dona, Caterina d'Habsburg, Sebastià I de Portugal i Enric I de Portugal, i també les de Vasco da Gama de Luís Vaz de Camões, d'Alexandre Herculano i Fernando Pessoa.

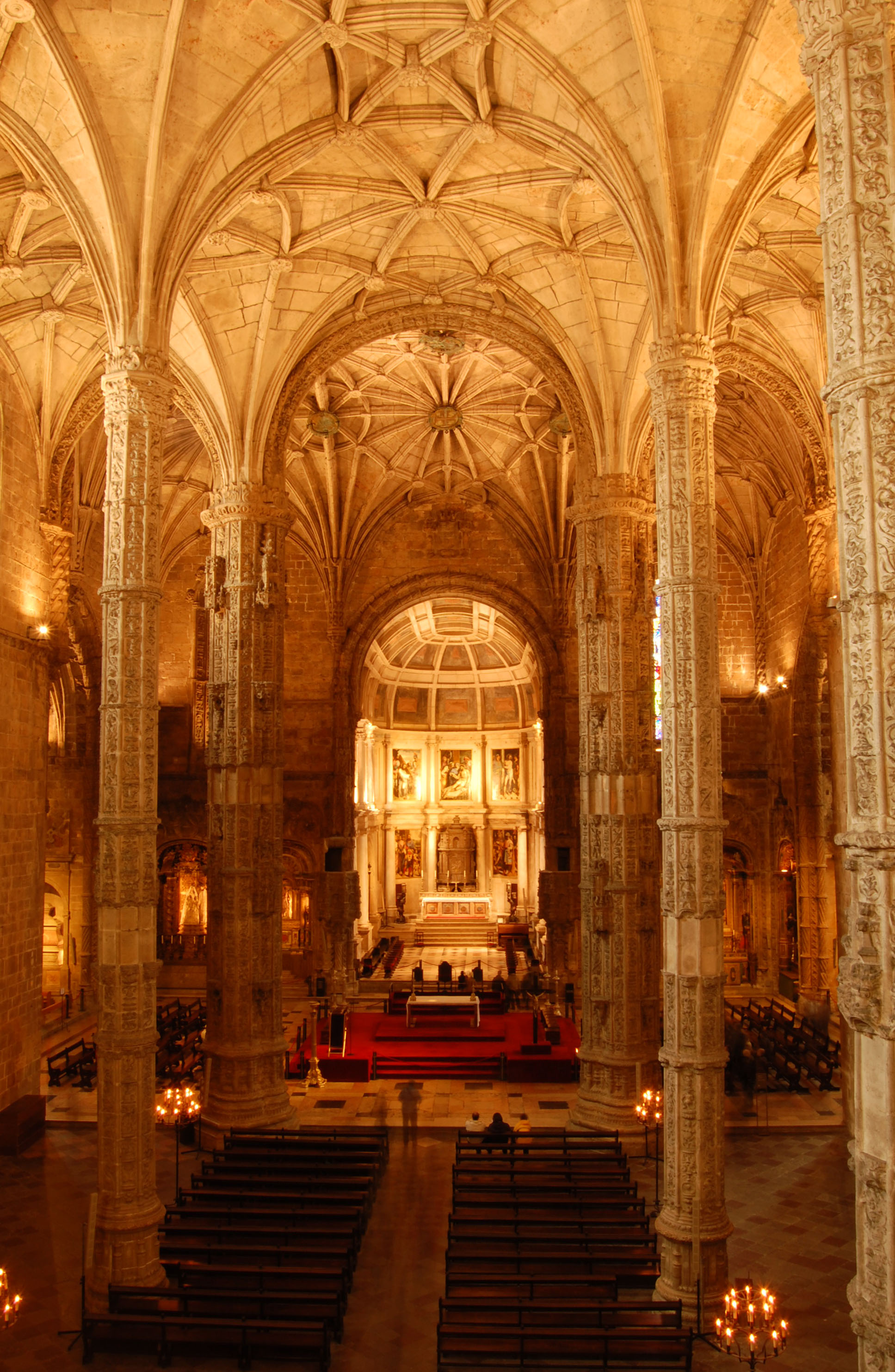
Nau del monestir dels Jerònims

Després del 1834, amb l'expulsió dels ordes religiosos, el monestir dels Jerònims va ser donat a l'església parroquial de Santa Maria de Belém.
En una extensió construïda el 1850 es troba el Museu Arqueològic Nacional i el Museu Marítim es troba a l'ala oest.
Fou seu, el 1983, de la XVII Exposició europea d'Art, de la Ciència i la Cultura.

## Galeria

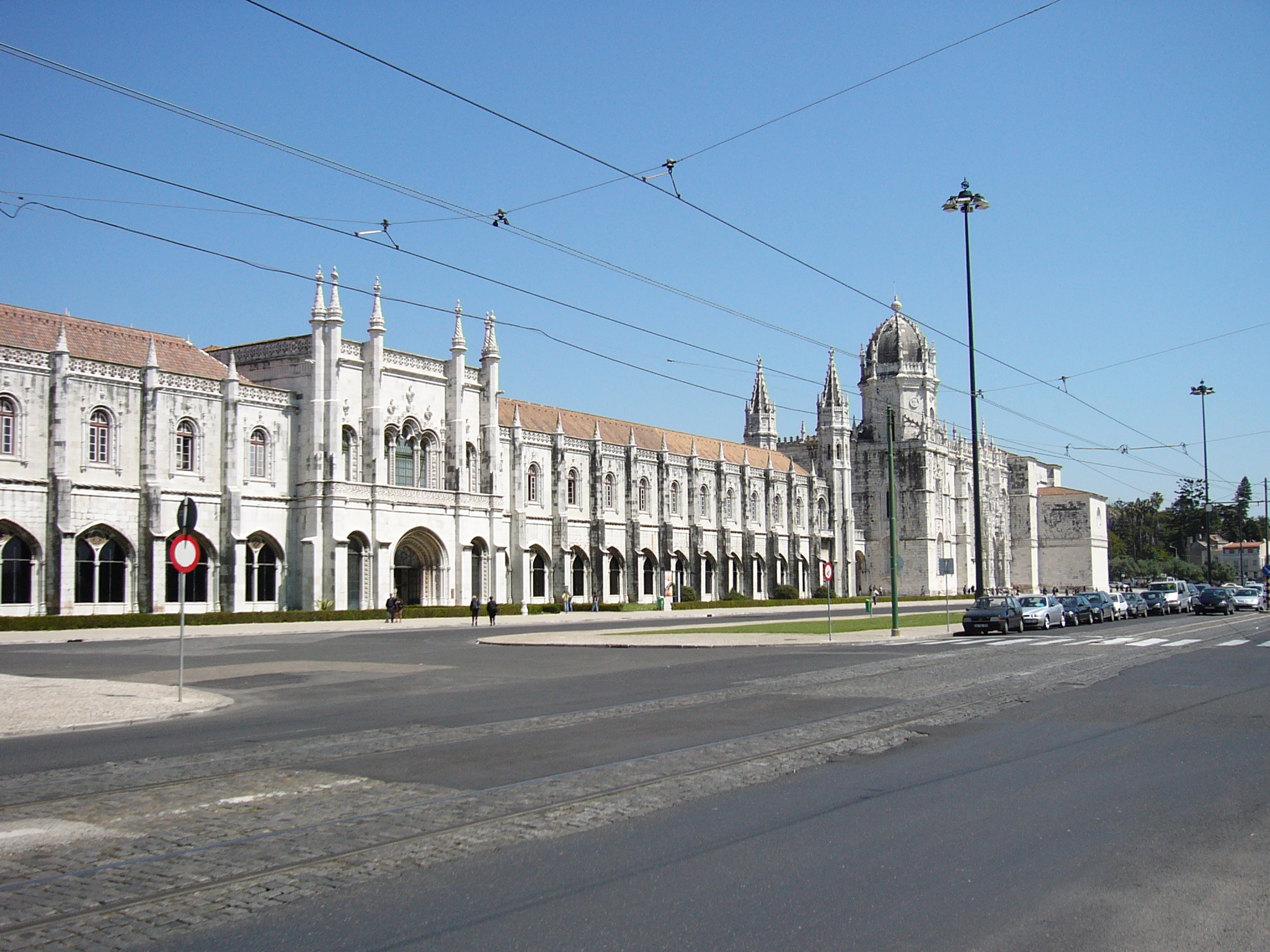
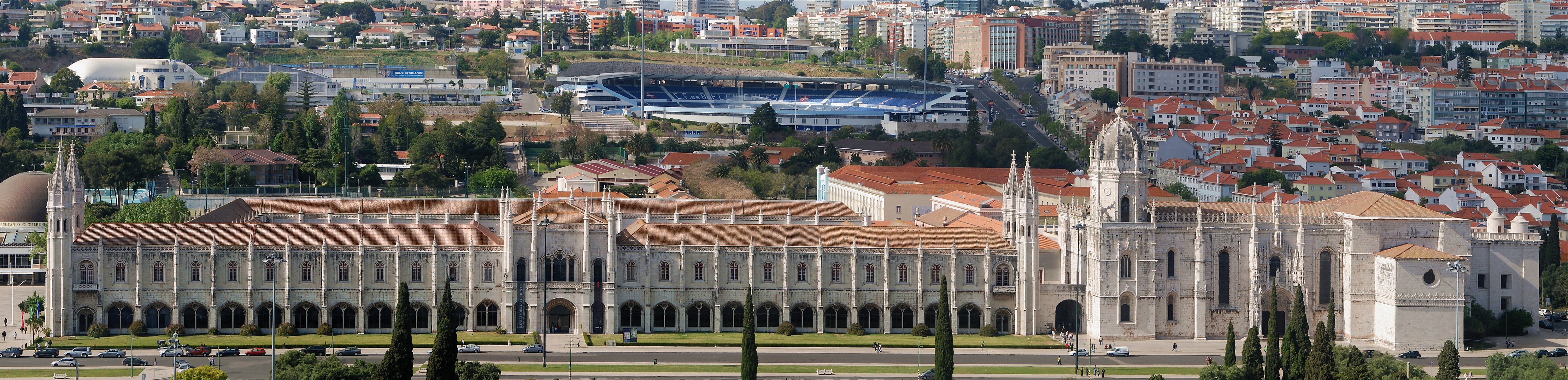
Part superior del monument als Descobriments
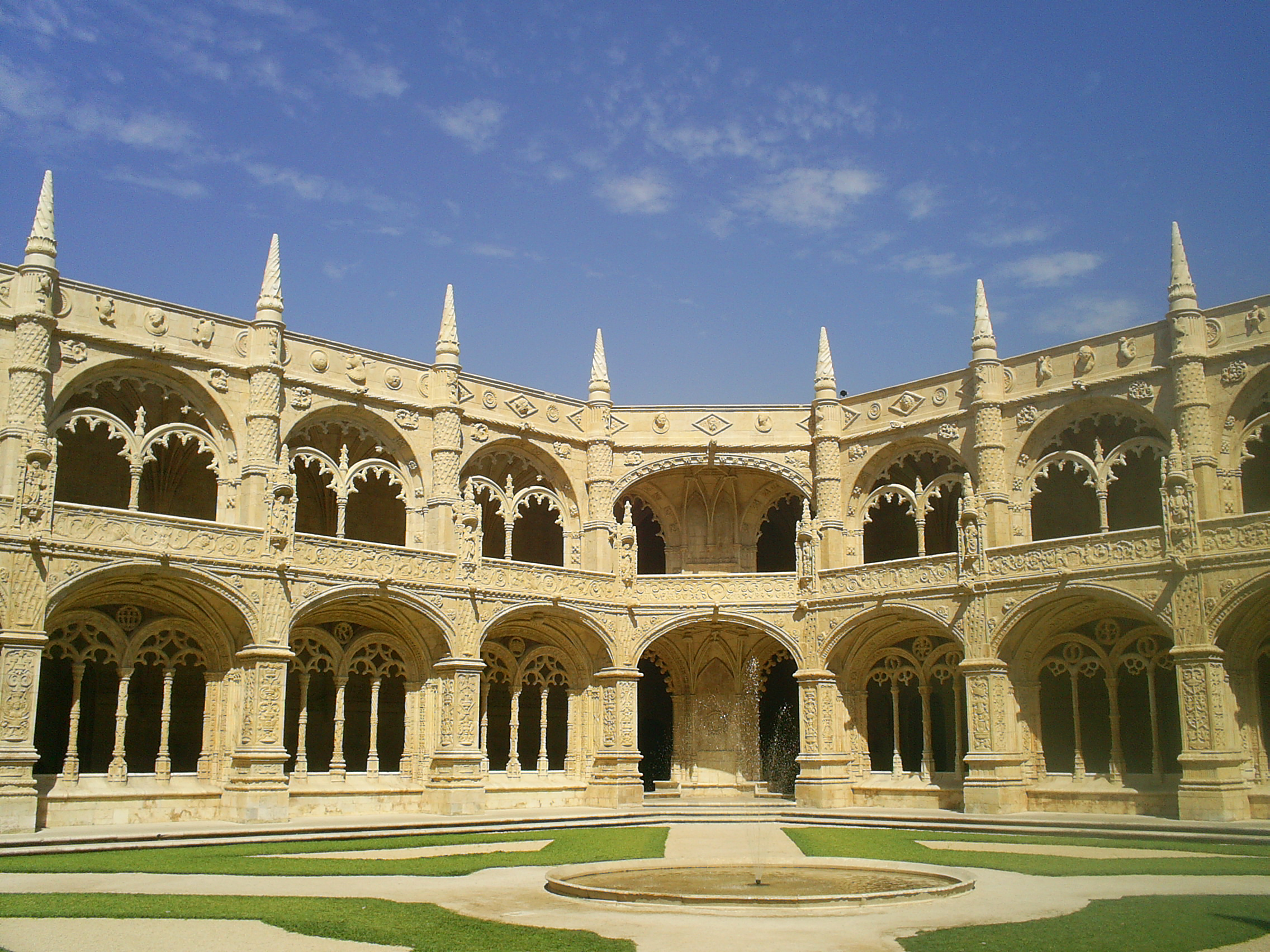
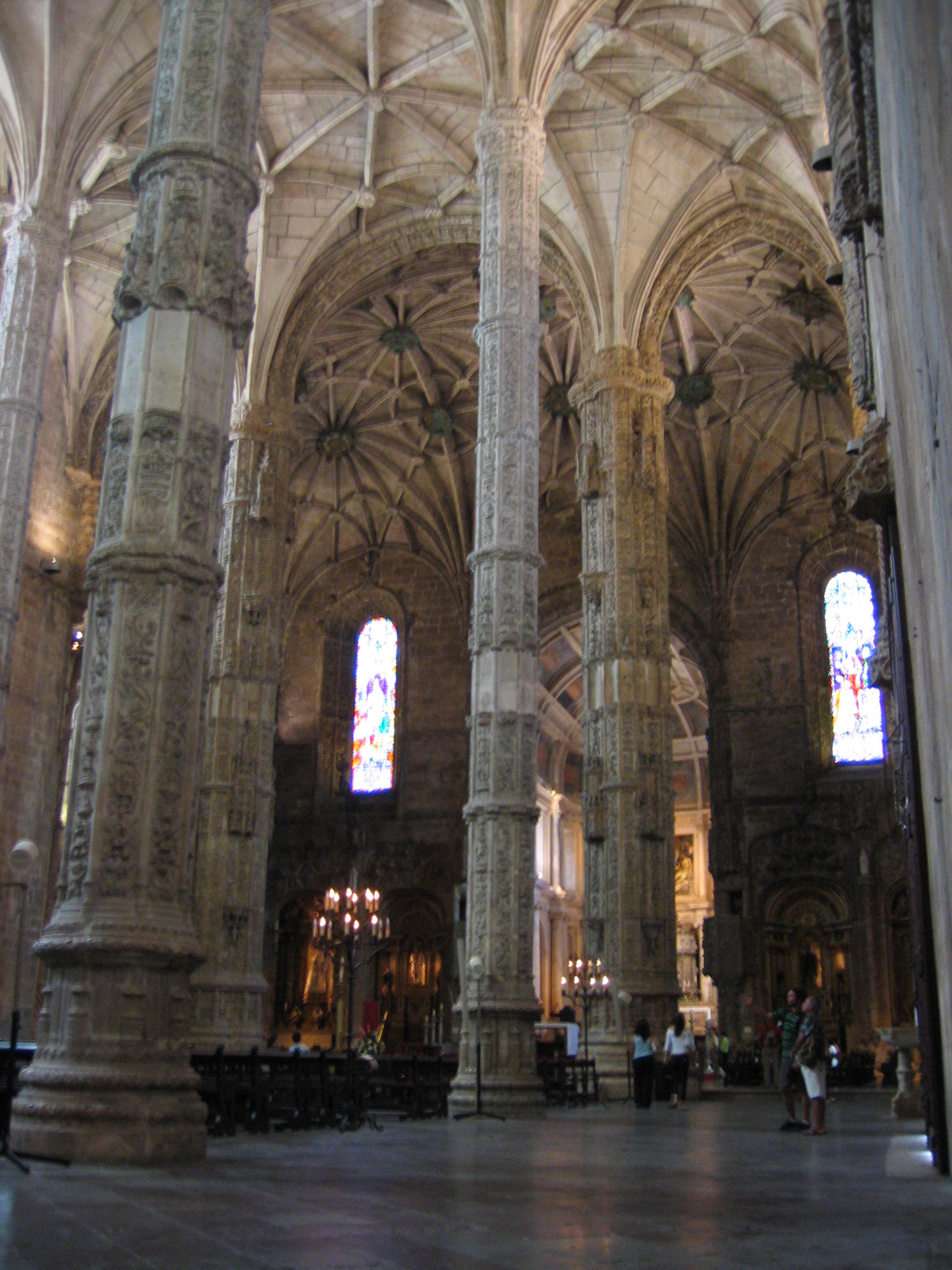
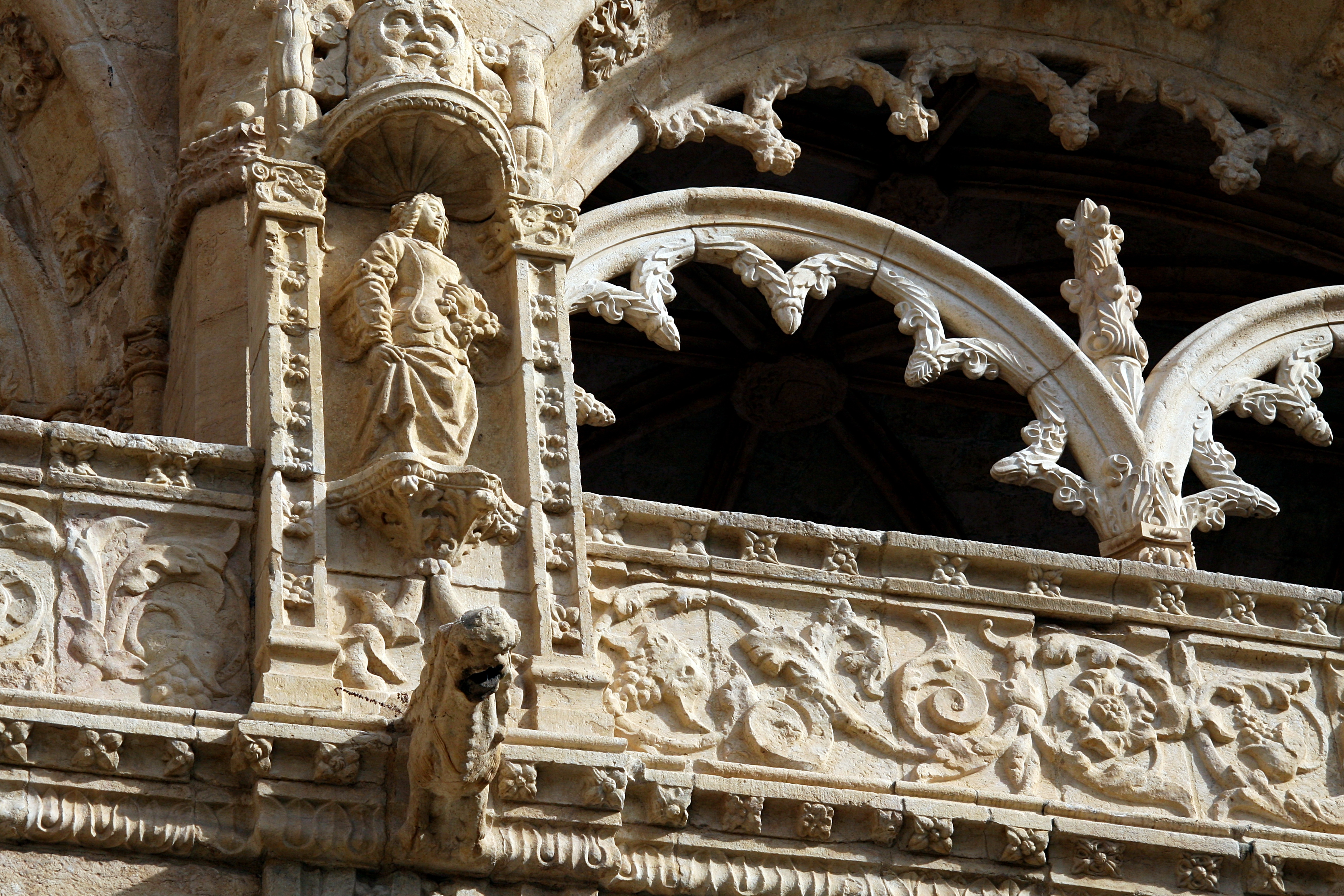
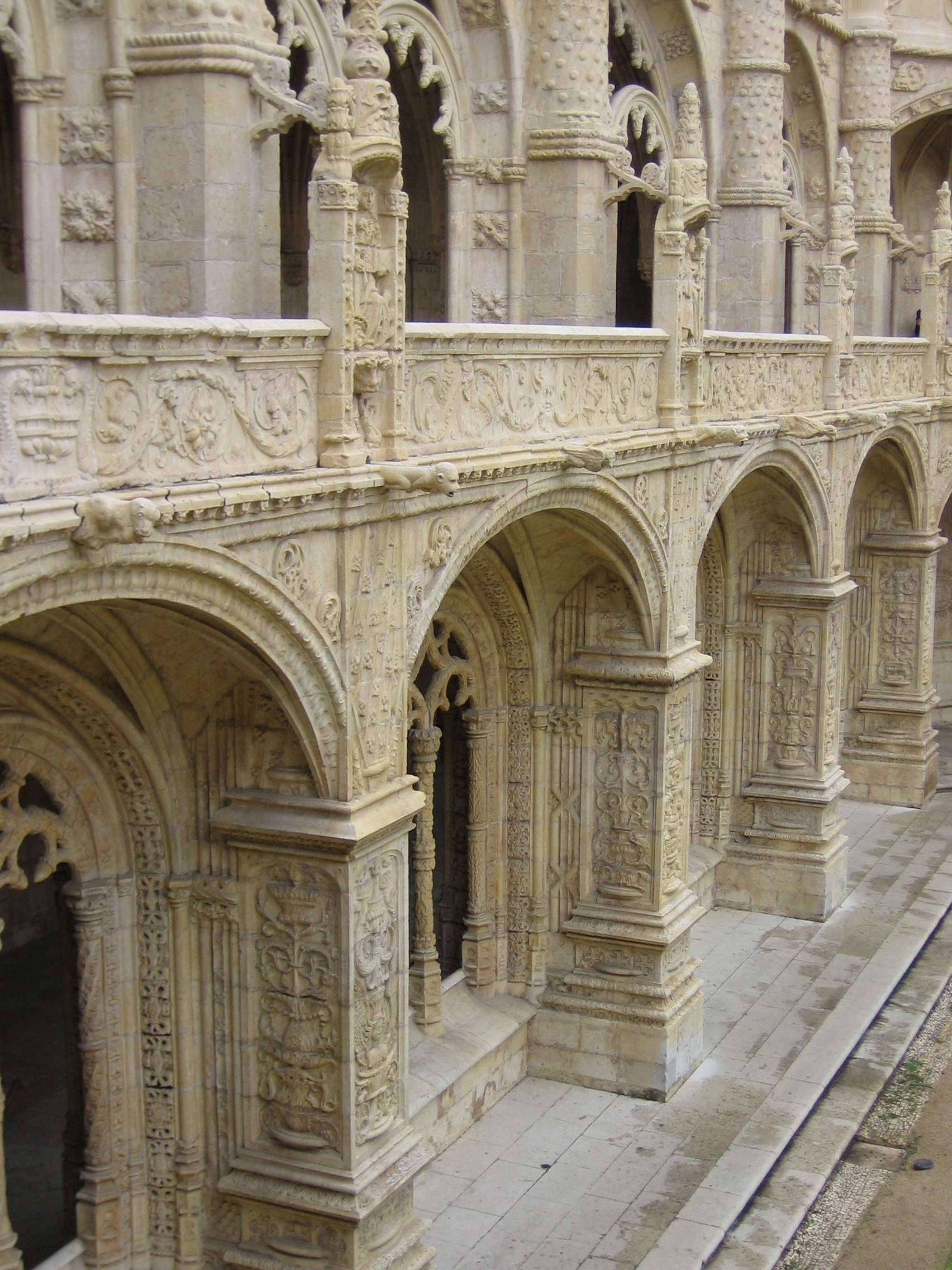
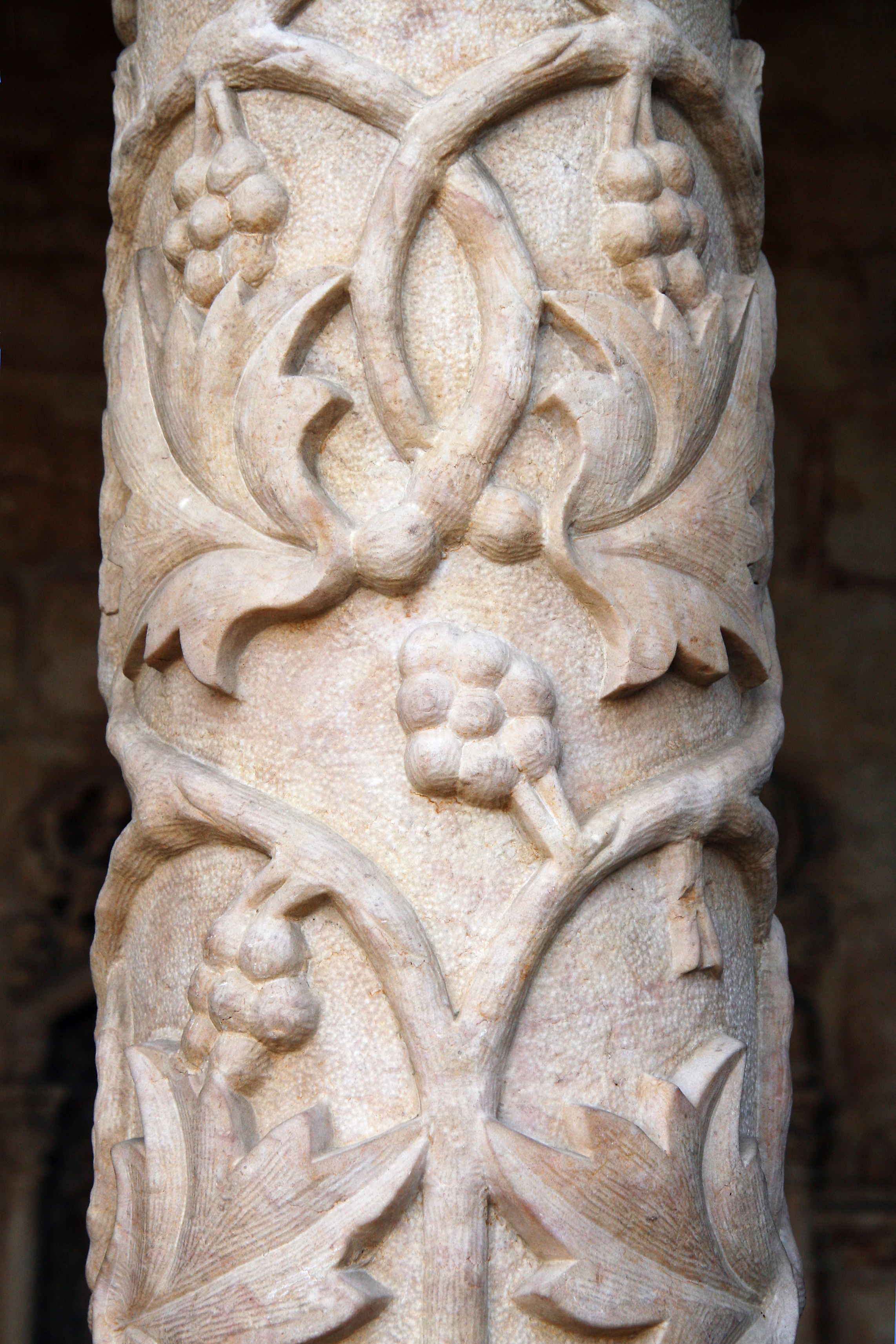
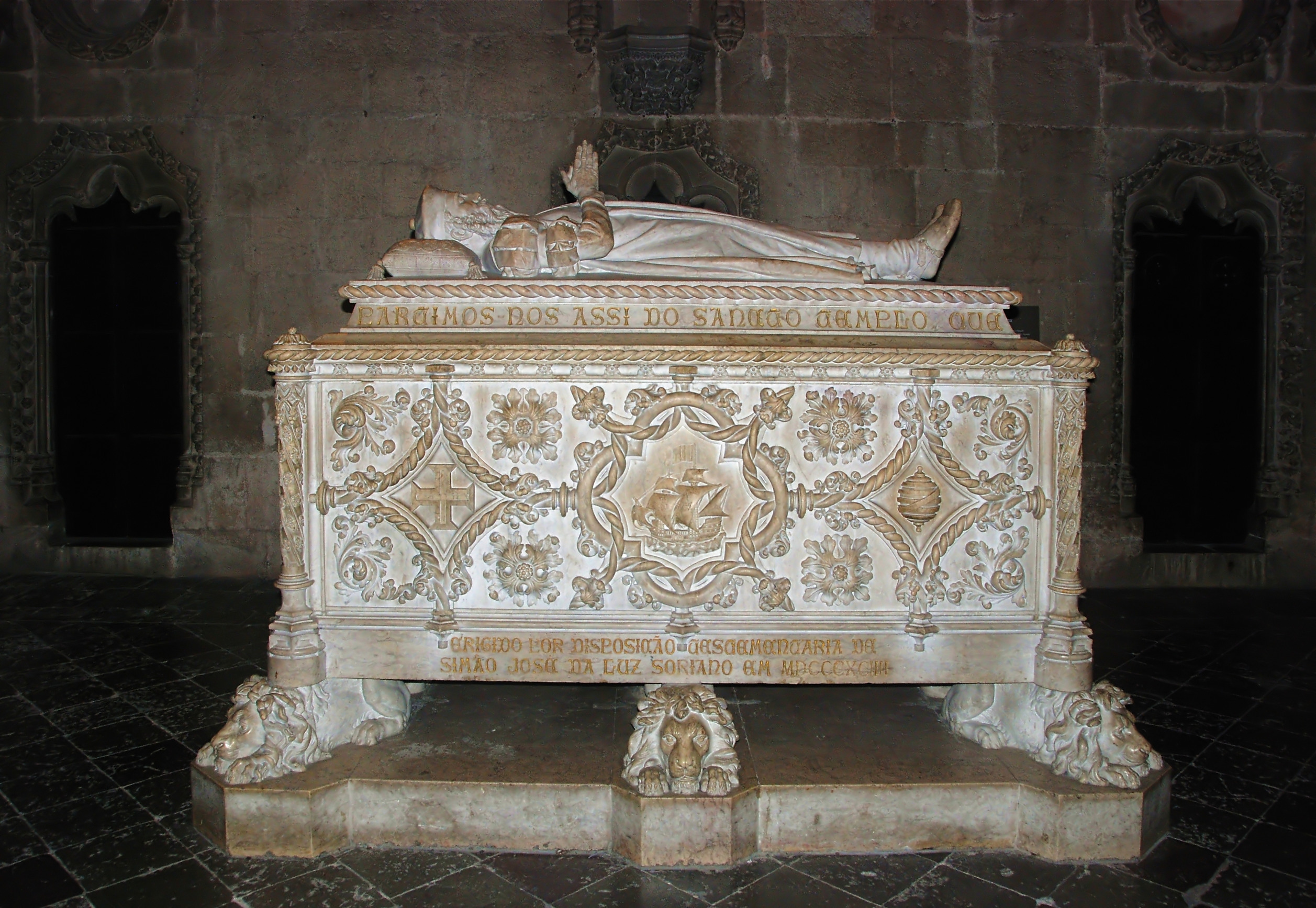
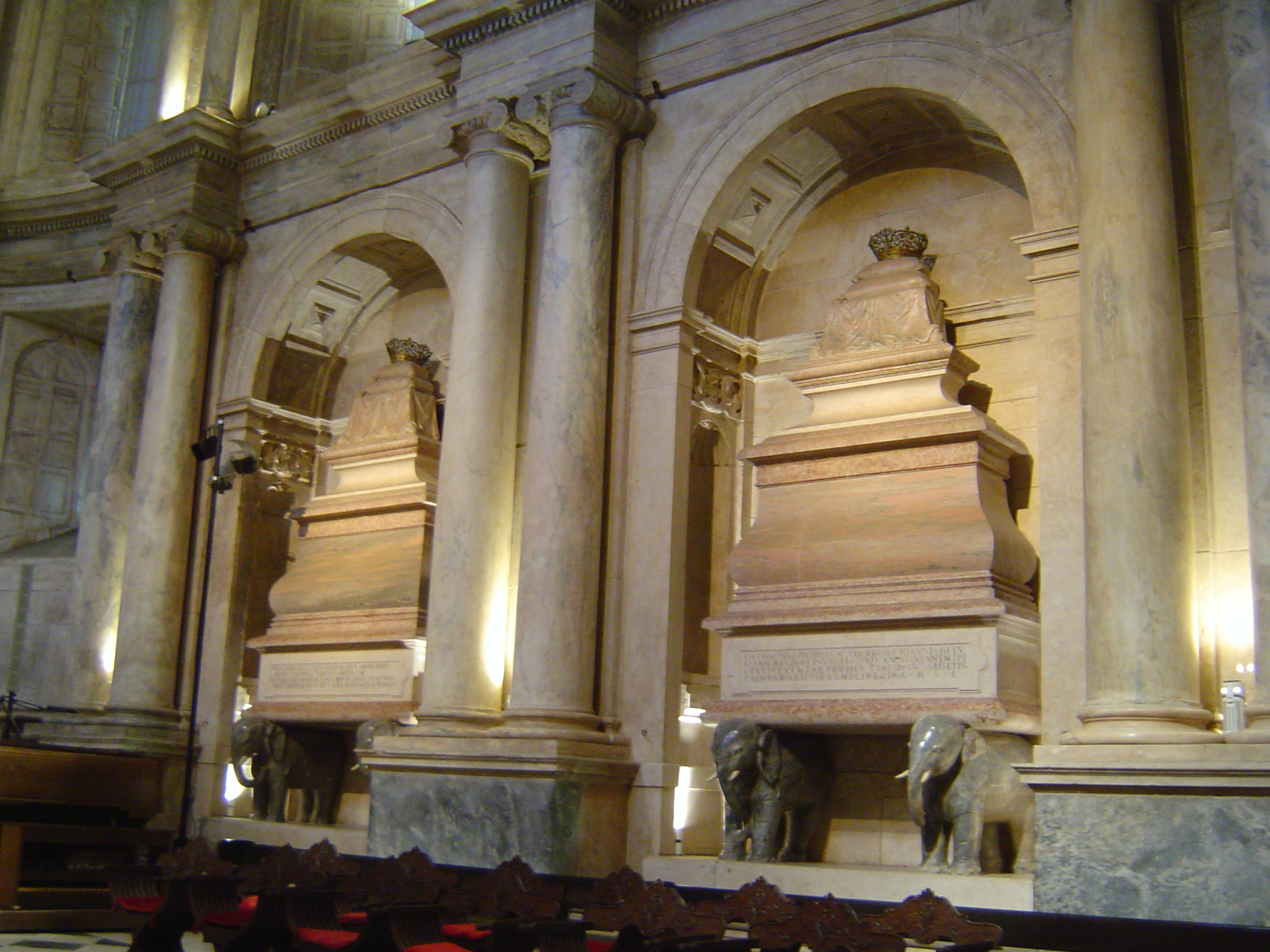